# Enrique Gerardi
Enrique Gerardi (Buenos Aires, 15 de agosto de 1926 - La Plata, 16 de diciembre de 2014) fue un compositor argentino.

## Biografía
Realizó sus estudios primarios, secundarios y universitarios en la Universidad Nacional de La Plata, donde se diplomó como Profesor Superior Universitario de Composición Musical, siendo parte de la primera camada de egresados de esta carrera en la Facultad de Bellas Artes. Estudió piano con Dora Harispe y composición con Luis Gianneo, Gilardo Gilardi y Alberto Ginastera. 
También se recibió de Agrimensor en la Facultad de Ciencias Físico-Matemáticas.
Fue becario del Gobierno Francés (1966-67). Ingresó al GRM donde tuvo como maestros a Pierre Schaeffer y Francois Bayle en el campo de la música concreta. Estudió en París Morfología y Análisis Musical con Nadia Boulanger. 
En 1968-69 perteneció al Laboratorio de Música Electroacústica del Centro Latinoamericano del Instituto DI Tella; en 1971 y luego en 1980 volvió a París para realizar un curso de música y computación en el Conservatorio de dicha ciudad y estudiar los nuevos métodos de síntesis musical. 
Durante más de cuatro décadas se desempeñó como docente en distintas instituciones: en la Universidad Católica de la que fue profesor fundador, en el Conservatorio Gilardo Gilardi de la ciudad de La Plata del que también fue vicedirector, en la Facultad de Bellas Artes de la Universidad de La Plata y en la Municipalidad de La Plata donde dirigió la Orquesta Sinfónica Juvenil. 
Compuso gran cantidad de obras para música de cámara, de orquesta, teatro y cine, además de música electroacústica y para orquesta digital. Dio gran cantidad de cursos y conferencias y fue maestro de varias generaciones de músicos argentinos.
Fue miembro fundador, junto a Luis Mihovilcevic y Pablo Loudet del Grupo Sonoridades Alternativas.
En su haber tiene obras de cámara, sinfónicas, electroacústicas, para teatro, ballets, films y para Orquesta Digital. Es uno de los primeros compositores argentinos que realizó trabajos electroacústicos y junto a Mauricio Kagel, Luis Zubillaga, Jorge Blarduni y Roque De Pedro, es uno de los padres de la música experimental argentina.